# رژنیاوا
رژنیاوا (به مجاری: Rozsnyó) یک شهرک در اسلواکی با جمعیت ۱۹٬۲۳۱ نفر است که در Rožňava District واقع شده‌است.